# Крафт, Марцелла
Марцелла Крафт (англ. Marcella Craft; 1874—1959) — американская оперная певица (сопрано), выступавшая в конце XIX—начала XX веков.

## Личная жизнь
Марсия Крафт родилась в Индианаполисе, штат Индиана. В 1887 году переехала вместе со своей семьёй в Риверсайд, штат Калифорния. В 1893 году окончила Riverside High School. Во время выпускной церемонии в Лорингском оперном театре Риверсайда, она исполнила своё первое публичное соло. Изучала оперу в Бостоне, штат Массачусетс под руководством Чарльза Р. Адамса. По кончанию обучения отправилась в Италию для дополнительного образования.
В 1917 году Крафт купила дом для своих родителей в Риверсайде. После отъезда из Германии в 1932 году она вернулась в тот город и проживала там вплоть до своей смерти в 1959 году. Похоронена на риверсайдском кладбище Evergreen Cemetery.

## Карьера
Во время обучения в Италии Крафт изменила своё имя на «Марцелла» и исполняла ведущие оперные партии. В частности она выступала вместе с Энрико Карузо. Самый большой успех пришёл к ней когда она переехала в Германию, где стала солисткой «Мюнхенской оперы».
Несмотря на то, что её карьера по большей части проходила в Европе, Крафт периодически возвращаласьв Риверсайд, выступала на ежегодном пасхальном богослужении на горе Рудидоукс.